# Швиммер, Вальтер
Вальтер Швиммер (нем. Walter Schwimmer; 16 июня 1942, Вена — 12 марта 2025) — австрийский политик, Генеральный секретарь Совета Европы (1999—2004).

## Образование
Доктор юридических наук. В 1964 году окончил Юридический факультет Университета Вены. Специализация: общественное и трудовое право.

## Политическая и общественная деятельность
- Член Австрийского Парламента с 1971 по 1999 гг.
- Вице-председатель парламентской группы Австрийской народной партии с 1986 по 1994 гг.
- Вице-председатель Комитета по общественным делам с 1978 по 1989 гг.
- Председатель Парламентского комитета по здравоохранению с 1989 по 1994 гг.
- Председатель Парламентского комитета по законодательству в 1995 г.
- Председатель Парламентского комитета по жилищному и гражданскому строительству с 1995 по 1998 гг.
- Председатель группы Межпарламентского союза по взаимоотношениям Австрия — Израиль австрийского парламента с 1976 по 1999 гг.
- Член национального совета Ассоциации Австрия-Израиль с 1973 по 1999 гг.
- Вице-президент Ассоциации Австрия-Израиль с 1977 по 1981 гг.
- И. о. президента Ассоциации Австрия-Израиль с 1981 по 1982 гг.
- Президент Ассоциации Австрия-Израиль с 1982 по 1999 гг.

## Совет Европы
Член австрийской делегации в Парламентской Ассамблее с 1999 г.; Председатель группы Европейской Народной Партии Христиан Демократов с 1996 г.; Член Комитета, президент Подкомитета по международным экономическим взаимоотношениям; Вице-президент Комитета по правам человека и законодательным делам; Вице-президент Ассамблеи в 1996 г., избран Генеральным Секретарем в июне 1999 г. (на срок с сентября 1999 г. по август 2004 г.)
2004 год: член Совета Мирового Саммита в Монако/Форум Кранс Монтана, Монте Карло; президент «Европейского демократического форума», Страсбург.
2005 год: председатель МКК МОФ «Диалог цивилизаций», Венна-Москва.
2007 год: президент Института социальных исследований и разработок, Вена.
Швиммер умер 12 марта 2025 года в возрасте 82 лет.

## Награды
- Великий офицер ордена «За заслуги перед Итальянской Республикой» (27 декабря 2003 года, Италия)[5].
- Командор ордена Великого князя Литовского Гядиминаса (13 июня 2002 года, Литва)[6].